# Varzo
Varzo ist eine Gemeinde im Val Divedro, auf der italienischen Seite des Simplonpasses, in der  Provinz Verbano-Cusio-Ossola (VB) in der Region Piemont.

## Lage und Einwohner
Varzo liegt 55 km nordwestlich von der Provinzhauptstadt Verbania und 14 km nordwestlich von Domodossola auf einer Höhe von 568 m über dem Meeresspiegel im Val Divedro. Das Gemeindegebiet umfasst eine Fläche von 97 km² und hat 1945 Einwohner (Stand 31. Dezember 2023). Zu Varzo gehören die Fraktionen San Domenico, Bertonio, Castello, Cattagna, Coggia, Gebbo, Piaggio, Riceno, Riva, Rosso und Turiggia.
Die Nachbargemeinden sind Baceno, Crevoladossola, Crodo, Trasquera und Bognanco und auf Schweizer Seite Grengiols, Ried-Brig und Zwischbergen.

### Bevölkerungsentwicklung
Die außergewöhnliche Bevölkerungszunahme von der Zählung 1901 hängt mit dem Bau des Simplontunnels zusammen, als viele Arbeiter in Varzo Wohnsitz hatten.

## Geschichte

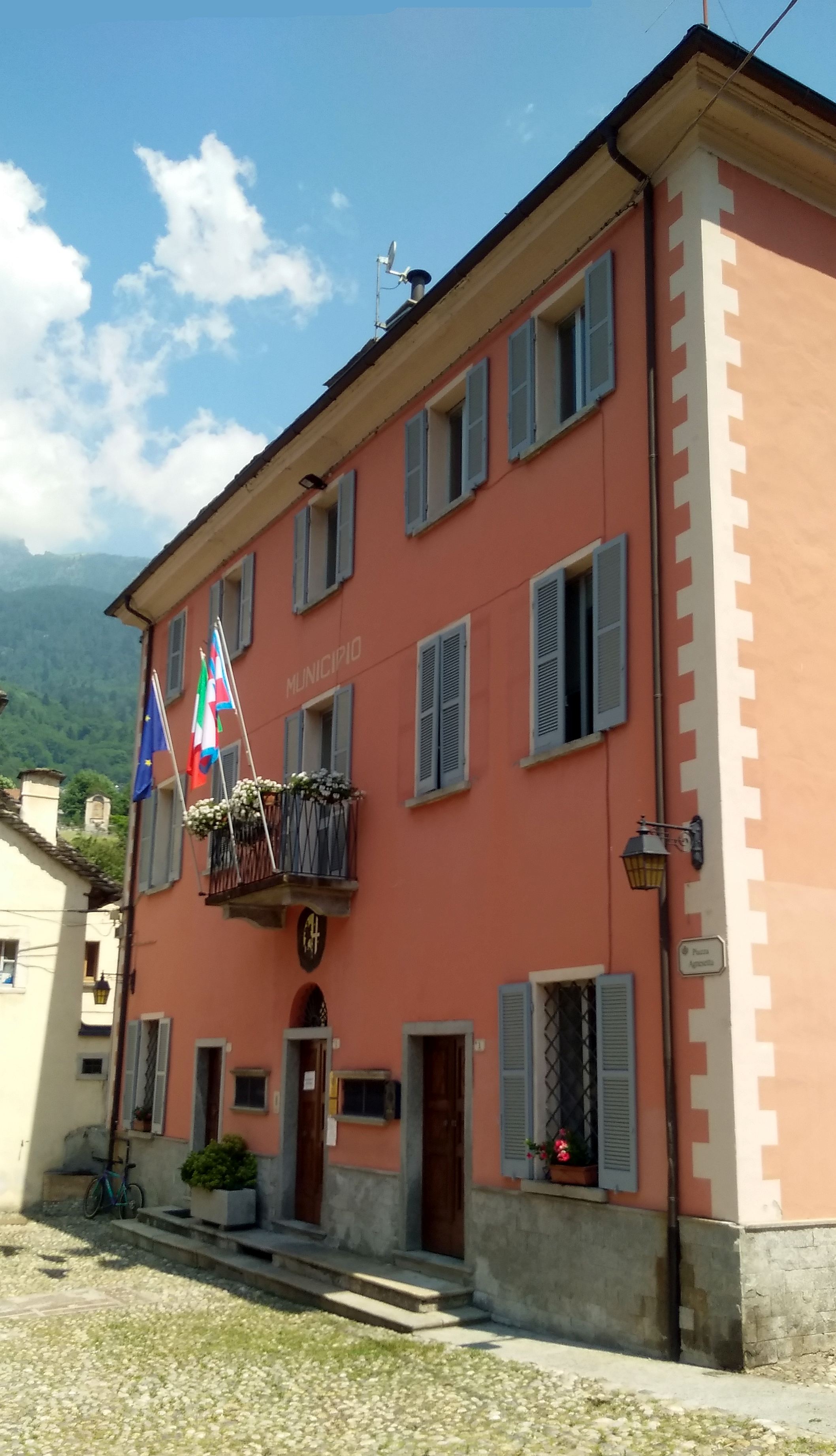
Gemeindehaus

Der Name Varzo erinnert an das keltische Wort „Vargo“ und steht damit symbolisch für den Übergang, den der Ort in der engen Schlucht mit fast vertikal verlaufenden Felsblöcken darstellt.
Die ersten Bewohner waren die Ligurier, gefolgt von den Kelten und den Lepontier. Anschließend gelangte es unter die Herrschaft der Kimbern, der Germanen, bis hin zu den Burgunden, den Langobarden und den Franken (Volk)|Franken. Im frühen Mittelalter wurde es von den Sarazenen überfallen, die über die Römerstraße Severiana Augusta hierher gelangten. Diese im Laufe der Jahrhunderte angepasste Straße wurde zur Via Francigena, über die ein florierender Handel zwischen dem Herzogtum Mailand und dem Bistum Sitten im Wallis stattfand.
Im Jahr 1321 wurden die ersten Statuten des Tals erlassen, die vor allem den Warentransport regeln sollten. Darüber hinaus war die Hauptbeschäftigung der Bewohner über Jahrhunderte hinweg, vor der Eröffnung des Eisenbahntunnels im Jahr 1905, neben der Landwirtschaft und der Schafzucht der Transport von Gütern von einer Seite des Simplons zur anderen. Vielleicht auch aus diesem Grund kam es seit dem 14. Jahrhundert zu zahlreichen bewaffneten Auseinandersetzungen mit dem Wallis wegen Grenzfragen, die mit wechselnder Intensität bis zum Jahr 1800 andauerten, als Napoleon die Straße auf der heutigen Trasse bauen ließ. Der Handel wurde intensiviert und der Frieden an der Grenze blieb stabil.
Der Bau des Simplon-Eisenbahntunnels begann 1898, endete 1905 mit dem ersten Tunnel und 1921 mit dem zweiten. Varzo wurde in den 90er Jahren des 18. Jahrhunderts zu einer Gemeinde.

## Sehenswürdigkeiten
- Der Turm del Derna, eine massive Konstruktion aus Granitstein
- Die Pfarrkirche im nicht rein romanischen Stil mit drei Schiffen.
- Die zahlreichen Oratorien, insgesamt etwa fünfzehn, ein Ziel für Spaziergänge, auf asphaltierten Straßen oder auf malerischen Wegen, zwischen den Wäldern. Das älteste ist das von Riceno, erbaut 1599
- Die römische Brücke, die deshalb auch „Neue Brücke“ genannt wird erbaut um 1300 n. Chr., um eine andere von Augustus erbaute Brücke zu ersetzen, die durch eine Flut des Wildbachs Diveria zerstört wurde.

|  |  |  |  |